# Сони Оупън Тенис 2014
Сони Оупън Тенис 2014 е 30–тото издание на Сони Оупън Тенис. Турнирът е част от сериите Мастърс на ATP Световен Тур 2014 и категория Задължителни висши на WTA Тур 2014. Провежда се в американския град Маями от 17 до 30 март.

## Сингъл мъже
- Новак Джокович побеждава  Рафаел Надал с резултат 6–3, 6–3.

## Сингъл жени
- Серина Уилямс побеждава  Ли На с резултат 7–5, 6–1.

## Двойки мъже
- Боб Брайън /  Майк Брайън побеждават  Хуан Себастиан Кабал /  Робърт Фара с резултат 7–6(10–8), 6–4.

## Двойки жени
- Мартина Хингис /  Сабине Лисицки побеждават  Екатерина Макарова /  Елена Веснина с резултат 4–6, 6–4, [10–5].